# إيفيلين آدامز
إيفيلين آدامز (بالإنجليزية: Evelyn Adams)‏ هي لاعب كرة قاعدة أمريكية، ولدت في 16 نوفمبر 1923 في ريتشموند في الولايات المتحدة، وتوفي بنفس المكان في 14 أغسطس 1999.